# Philosophie économique
La philosophie économique est une branche de la philosophie qui étudie ses fondations et statuts. Elle est à l'interface entre économie politique et philosophie sociale ; économie et philosophie morale et politique ; science économique et philosophie des sciences.

## Présentation et problématiques du champ

### La question du nom et ses problématiques
Le nom philosophie économique pose un problème. En France, il a été adopté à la suite des travaux d'Alain Leroux et de son équipe pour désigner un champ étudié à la fois par les économistes et les philosophes. Les auteurs de langue anglaises, emploient aussi le terme économie et philosophie Economics and philosophy c'est d'ailleurs le nom d'une revue publiée par les presses universitaires de l'université de Cambridge. Le terme philosophie de l'économique quant à lui désigne un champ plus restreint qui traite surtout de l'épistémologie de la science économique.
Selon Egidius Berns, l'association des termes philosophie et économie posent un certain nombre de questions. La première étant celle de savoir si dans ce cas la philosophie n'est pas aussi une question économique car selon cet auteur avec la globalisation, l'économie tend à dominer le politique lieu usuel de la philosophie pratique dans les affaires humaines. Cela selon Berns poserait un problème fondamental car la « tradition philosophique d'Aristote à Hegel et bien au-delà a toujours soutenu... que la raison philosophique, et plus particulièrement sa branche pratique, fixe le cadre à l'intérieur duquel l'économie peut prétendre à la rationalité ». Aussi cet auteur préfère soit l'expression philosophie et économie soit philosophie de l'économie car selon lui, ces dénominations permettent d'éviter les contradictions à placer philosophie et économie comme imbriquées . 

### La philosophie économique en perspective

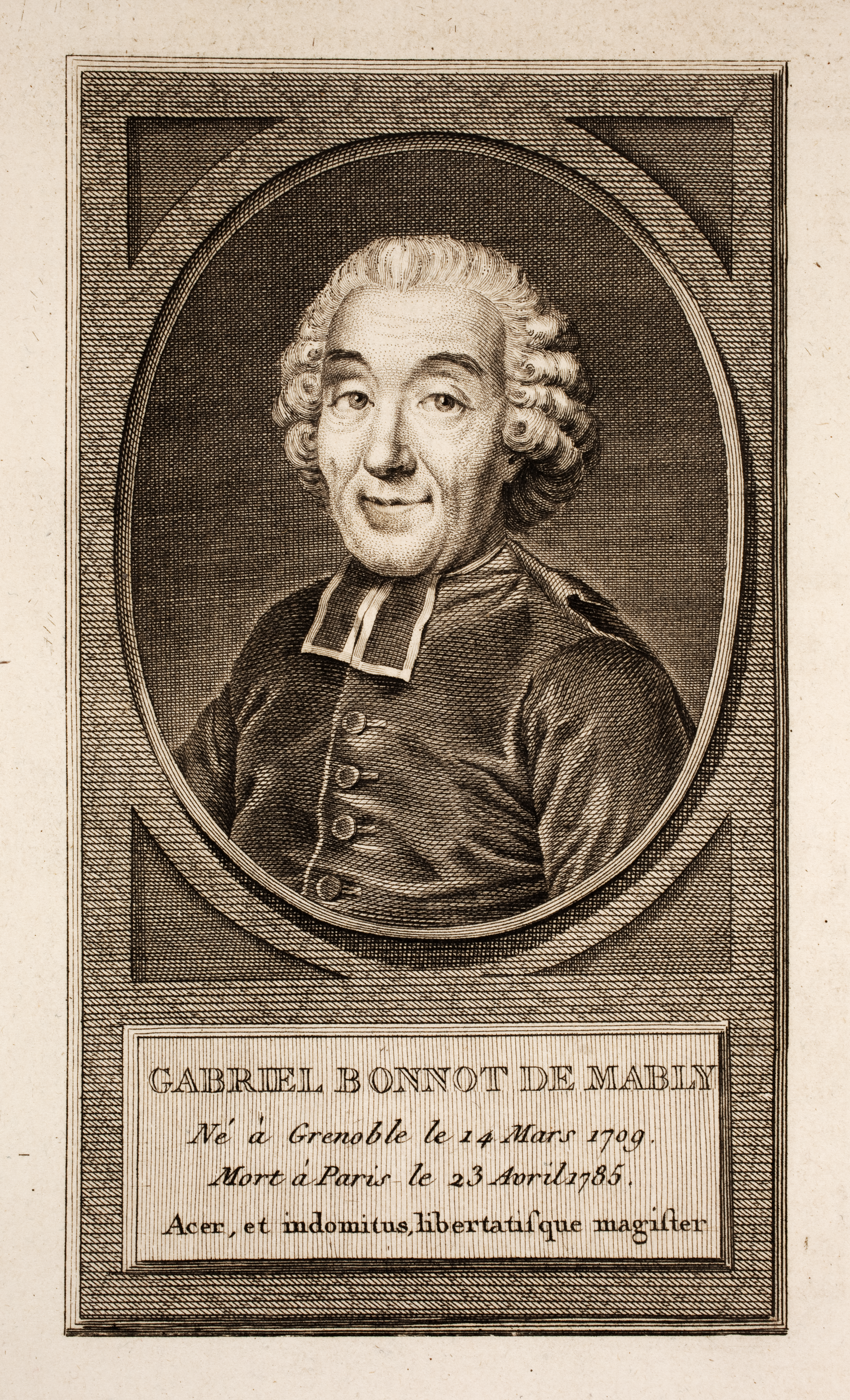
Gabriel Bonnot de Mably, un des tout premiers à avoir employé le terme philosophie économique

Le premier à utiliser l'expression philosophie économique est Gabriel Bonnot de Mably. À sa suite en 1771, Nicolas Baudeau écrit une introduction à la philosophie économique. Il s'agit pour eux à travers ce terme de souligner le changement en cours sur la façon de penser l'ordre social et politique.
La séparation entre l'économie et la philosophie s'est produite à la fin du XIXe siècle. Selon Quiquerez, la distinction établie par John Neville Keynes en 1890 « permit  de penser après lui à une science économique mûre, exacte et prédictive ». Au XXe siècle, La science économique a adopté deux formes principales : « une économie mathématique logico-formelle » et une science économique empirique inspirée par Hampel. Par ailleurs l'acceptation à partir des années 1980 d'une épistémologie inspirée par et adaptée de Karl Popper par Mark Blaug ont conduit a n'envisager la philosophie économique uniquement comme « une philosophie des sciences surplombante et législatrice ».

### La philosophie économique comme idéal type
Faccarello et Steiner se sont servis de la notion de philosophie économique pour construire une image conceptuelle permettant d'expliquer comment durant le XVIIIe siècle s'est imposée l'idée que la société devait et serait construite autour de l'économie. La philosophie économique comme idéal type comporte au XVIIIe siècle trois grands aspects. Tout d'abord le comportement des hommes est de plus en plus basé sur la notion d'intérêt notamment dans son aspect monétaire. Ensuite, une théorie de la connaissance basé sur les sensations enfin, une relation avec le législateur très différente de celle préconisée par les écossais car imprégnée de la pensée de Malebranche et débouchant sur une théologie politique. Cette philosophie a deux niveaux d'analyse. Au niveau global est développée l'idée que l'économique domine le social, une idée prégnante chez Turgot et Gournay. Au niveau pratique, pour créer l'infrastructure nécessaire à la vie économique sont créés les grandes écoles d'ingénieur destinées à fournir la main d'œuvre qualifiée adéquate.

## L'objet

### Définition et ontologie de l'économie
La première question usuellement adressée à un sous-champ de la philosophie (la philosophie de X) est la suivante : « qu'est-ce X ? ». Une approche philosophique de la question « Qu'est-ce l'économie ? » conduit moins à une réponse qu'à une présentation des difficultés à définir le sujet et son champ exact ainsi que les controverses auxquelles cela a conduit. Les mêmes considérations constituent également un prologue à de plus amples discussions sur la méthodologie économique. Les définitions de l'économie ont varié dans le temps, reflétant des différences programmatiques ainsi que des façons différentes de voir les individus des économistes.

### Méthodologie et épistémologie économique
Une épistémologie traite de la façon dont nous « connaissons » les choses. En philosophie économique cela conduit à des questions telles que : quelle sorte de revendication de la vérité est faite par les théories économiques ? Comment pouvons-nous et voulons-nous prouver les théories économiques ? Jusqu'à quel point les théories économiques peuvent-elles revendiquer le statut de science exacte ? Par exemple, les prédictions économiques sont-elles aussi fiables que les prédictions en sciences naturelles ? Une autre façon d'exprimer cela conduit à se poser la question de savoir si les théories économiques peuvent conduire à des « lois ». Les philosophes des sciences et les économistes ont exploré ces thèmes intensivement depuis les travaux d'Alexander Rosenberg et d'Daniel Hausman il y a trois décennies.

### Théorie des jeux et agents économiques
La théorie des jeux concerne un grand nombre de disciplines spécialement les mathématiques, l'économie et la philosophie. Elle fait l'objet de nombreuses recherches dans le domaine de la philosophie économique. La théorie de la décision est étroitement liée à la théorie des jeux et très fortement interdisciplinaire. L'approche philosophique de la théorie de la décision se focalise sur les concepts fondamentaux par exemple, sur la nature du choix; sur les préférences, sur la rationalité, sur le risque et sur l'incertitude.

### Éthique et justice

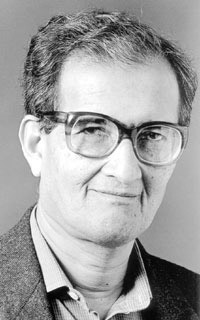
Amartya Sen

L'éthique des systèmes économiques étudie notamment la justice des mécanismes légaux qui président à la conservation et la distribution des biens économiques. Par ailleurs, les systèmes économiques structurant en partie l'activité et les comportements des individus, il convient d'étudier leurs conséquences éthiques sur les acteurs économiques, comme cela a été au sujet de l'économie du bien-être. Il a été soutenu que de plus étroites relations entre l'économie du bien-être et les études récentes sur l'éthique pouvaient enrichir les deux champs et même rendre plus descriptive et prescriptive l'économie grâce à une meilleure connaissance des comportements rationnels dans un contexte d'interdépendance sociale donné. 
Éthique et justice dépassent leurs champs respectifs dans plusieurs cas. Certaines approches sont vues comme plus philosophiques quand elles étudient des points fondamentaux - par exemple la Théorie de la justice (1971) de John Rawls et le livre État, anarchie et utopie (1974) de Robert Nozick. La justice en économie est une sous-catégorie de l'économie du bien-être avec des modèles représentant fréquemment les prérequis sociaux éthiques d'une théorie données. Au niveau pratique la matière inclut des domaines tel la Loi et économie et l'analyse coût bénéfice. 
L'utilitarisme, une des méthodologies éthiques principales, est inextricablement liée à l'émergence de la pensée économique moderne. Si aujourd'hui l'utilitarisme est très utilisé en éthique appliquée, les approches non utilitaristes sont utilisées quand il s'agit de s'interroger sur l'éthique des systèmes économiques. Dans de tels cas, on fait appel à des méthodes déontologiques, c'est-à-dire des méthodes basées sur les droits.
De nombreuses idéologies politiques ont eu des effets sur la réflexion éthique des systèmes économiques. Par exemple, si Marx est usuellement vu principalement comme un philosophe, son livre le plus notable porte plutôt sur la philosophie économique.

### Au-delà du courant principal en économie (mainstream economic)
La philosophie de l'économie se définit elle-même comme une réflexion sur les fondations et les hypothèses de le science économique. Ces questions ont été également traitées par des membres de l'économie hétérodoxe.
- La perspective interculturelle en économie : Amartya Sen est réputé pour intégrer une approche interculturelle dans la pensée économique. « It may be well asked why anyone should try to lecture the World Bank on culture »[21]. Champ lié : Anthropologie économique.
- Les perspectives féministes en économies: avec notamment les travaux de Drusilla Barker & Edith Kuiper.

## Les précurseurs auXXesiècle

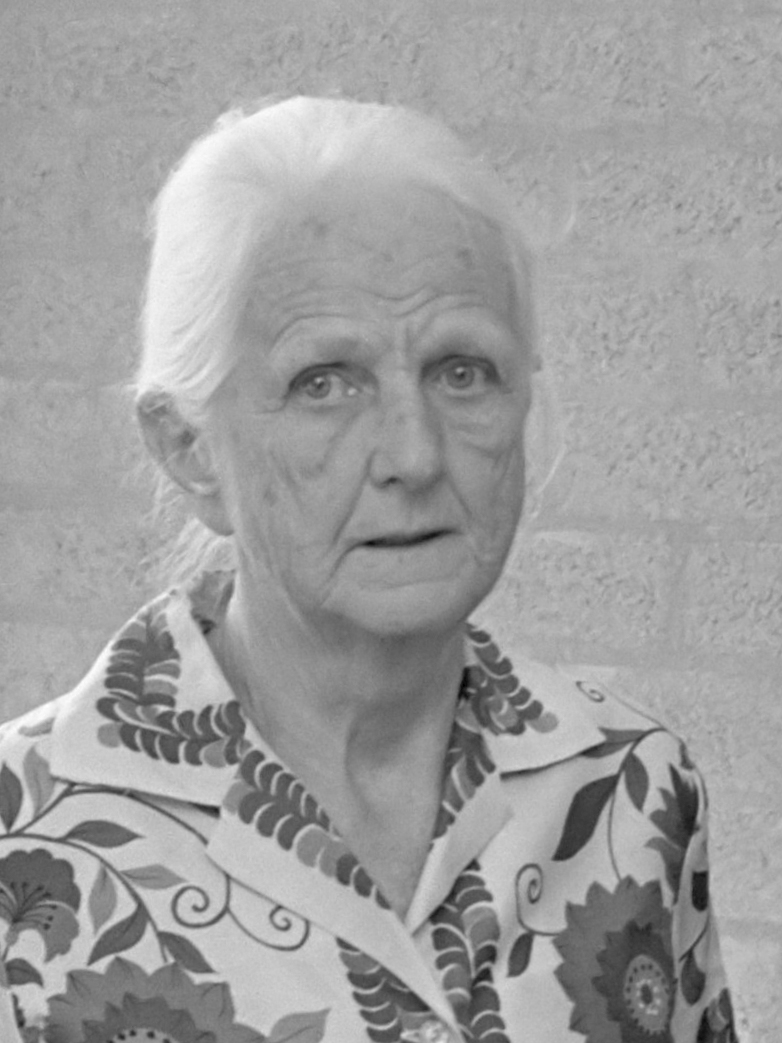
Joan Robinson a écrit un livre sur la philosophie économique

### La philosophie économique vue par Joan Robinson
Dans son livre consacré à la philosophie économique paru en 1962, Joan Robinson soutient que « toute proposition métaphysique vise à exprimer la réalité ». Elle ajoute que même si ces propositions ne peuvent être démontrées, elles « expriment un point de vue et traduisent des sentiments qui sont un guide de comportement ». Elles sont aussi « la mine d'où nous pouvons extraire des hypothèses ». Pour Robinson, comme pour Popper, le corps de la science est constitué de théorie qui n'ont pas été réfutées, le problème en sciences sociales et donc en économie vient de ce qu'il est difficile de réfuter une théorie. À cela deux raisons : les contenus idéologique et politique de l'économie accroissent les « éléments partiaux » à l'intérieur même des questions à traiter et, il est difficile de faire des expériences rigoureuses.
Elle tient la notion de valeur des économistes classiques et celle d'utilité des économistes néo-classiques comme des concepts métaphysiques. Concernant la valeur, elle estime que ce sont surtout Ricardo et Marx qui lui ont donné son caractère métaphysique. Selon elle, l'idée que « ce n'est pas la valeur qu'il produit, mais la valeur qu'il coûte qui est le dû du travailleur » est fondamentalement d'essence métaphysique. Elle écrit à ce propos, « logiquement, ce n'est qu'une simple litanie de mots mais pour Marx, ce fut une source d'illumination et pour les marxistes contemporains une source d'inspiration ». Pour elle, Keynes aurait fortement mis à mal la justification métaphysique du profit, lorsqu'il a soutenu que le rendement du capital ne venait pas du fait qu'il était productif, mais qu'il était lié à la rareté. Selon elle la métaphysique serait assez légère chez Keynes et résiderait seulement dans le concept de plein emploi.
Quoi qu'il en soit pour Robinson, l'idéologie ou la métaphysique est nécessaire à tout système économique. Elle écrit à ce propos : « Tout système économique exige un ensemble de règles, une idéologie pour les justifier, et chez tout individu, une conscience à les appliquer ».

### La philosophie économique de Daniel Villey
Selon Daniel Villey la philosophie économique ne doit pas être perçue comme le « couronnement de  l'édifice scientifique », mais comme une façon d'aborder l'économie qui vise moins à trouver une vérité qu'à se confronter à une réalité concrète. Il écrit à ce propos : « l'objet de la connaissance philosophique n'est pas la vérité (qui est abstraite) ; c'est la réalité, qui est concrète (ce qui signifie rien moins qu'immédiatement sensible et donnée par l'expérience) ». Villey se place d'un point de vue nominaliste et rappelle la maxime d'Occam : « Omne quod est, ex eo ipso quod est, est singulare (tout ce qui existe, du fait même qu'il existe, est singulier ». Selon lui, le monde de l'abstraction est du domaine des mathématiques, la philosophie elle doit plutôt s'occuper du réel, des idées comprises non comme des abstractions mais comme des choses singulières et vivantes. Selon Villey, « l'objet entier de la philosophie vituellement se trouve contenu dans cette simple question : Qu'est-ce que l'être ? ». Aussi, pour lui, la philosophie économique doit se poser deux questions principales : « en quoi la science économique peut-elle éclairer cette fameuse question : "qu'est-ce que l'être ?" » et « quelles leçons la méditation de la question : "qu'est-ce qu'être ?" peut-elle comporter pour l'économistes ». Villey distingue trois axes à la philosophie économique, : l'ontologie économique, qui étudie l'objet de l'économie ; la gnoséologie économique, examen des fondements et des postulats bref l'analyse de la force scientifique de l'économique et l'axiologie économique c'est-à-dire, l'étude de ses finalités particulières. Selon lui, l'ontologie économique, l'être de l'économie, se trouve à la frontière entre philosophie et théologie. De son point de vue, l'être de l'économie du marché est du côté de Newton, de ceux qui pense l'espace vide, où tout n'est pas mécaniquement déterminé. Au contraire, l'être de l'économie planifiés est du côté des planistes comme Descartes qui ont besoin d'explications mécanistes. La gnoséologie quant-à-elle se trouve à la frontière entre la philosophie et les sciences de la nature. Enfin l'axiologie est « aux frontières de la philosophie avec les disciplines  normatives autonomes situées au pôle ascétique ».

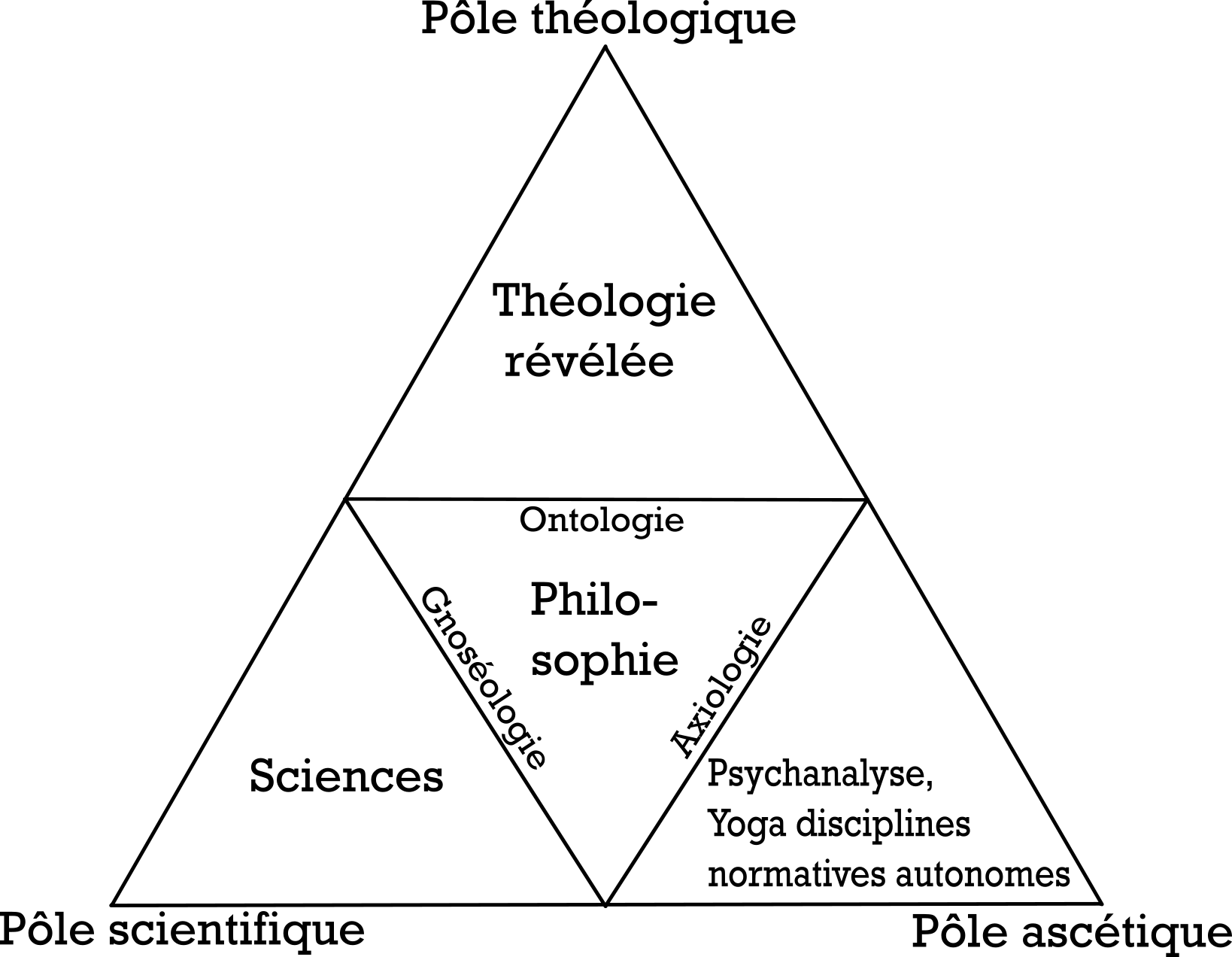
Les trois pôles de la philosophie selon Daniel Villey (1960)

Pour Daniel Villey, la question de la légitimité scientifique de l'économie est partie intégrante de la philosophie économique. La légitimité de l'économie en tant que science pose les problèmes de l'autonomie de l'économique, de son principe et du no-bridge c'est-dire du lien entre le niveau individuel et le niveau agrégé. Selon lui, l'autonomie de la science économique suppose que la cause des faits économiques soit dans les faits économiques. Il pense que cette hypothèse est fondée dans des conditions acceptables même s'il reconnaît « trois disgrâces » scientifiques à l'économie : « le défaut de spécificité de son objet, la complexité du réseau de relation...; la difficulté de l'expérimentation ». Pour assurer le pont entre le niveau individuel et collectif, Villey voit trois thèses possibles: l'harmonie naturelle des libéraux, la primauté forte donnée à la raison qu'il attribue aux socialistes et la notion de conventions qui a sa préférence.
L'axiologie économiques s'intéresse à l'examen du principe de l'économique, de sa finalité, à savoir : la recherche du « maximum d'avantages avec le minimum de sacrifices. ». Une chose l'inquiète à ce niveau qu'il exprime en reprenant une phrase prononcée par Merleau-Ponty lors d'une conférence sur Hegel « Comment ... conserver vivante l'inquiétude de l'être au lieu de cette frénésie du faire qui nous submerge ? ».
La notion d'intérêt est selon lui centrale en économie quelle que soit la théorie impliquée (libéralisme, welfarisme, keynésianisme). Pour Villey, l'intérêt est une notion laïque qu'il oppose au bien une notion selon lui peu claire à moins de la considérer comme relevant de la théologie. Pour lui, la notion d'intérêt est terrestre et préside à la création de conventions qui permettent le discernement des intérêts de l'homme. Si l'intérêt ne doit pas être considéré comme un dieu comme le fait le bâtard dans la pièce de Shakespeare Le roi Jean, il n'en est pas moins « une valeur authentique et positive, une fin légitime ». Par contre il se méfie des notions d'intérêt commun ou d'intérêt général même s'il pense qu'il y a un intérêt national.

## La philosophie économique courant principal en France
Un projet de philosophie économique a été portée autour d'Alain Leroux, avec en particulier Alain Marciano, puis de Gilles Campagnolo par le GREQAM et l'université d'Aix-Marseille. Le travail de Leroux et Marciano s'est matérialisé par la publication d'un premier ouvrage, précisément intitulé La Philosophie Économique publié en 1998 dans la collection "Que-Sais-Je ?" aux Presses Universitaires de France. Puis, Alain Leroux et Alain Marciano ont dirigé la publication d'un ouvrage collectif - Le Traité de philosophie économique - reprenant la même catégorisation que celle de leur ouvrage. Poursuivant la même dynamique, Alain Leroux a créé la Revue de philosophie (en 2000), puis organisé en collaboration avec Pierre Livet une école thématique permettant de croiser les points de vue de différents spécialistes (en 2001, 2002 et 2003 grâce au CNRS). Cela a donné lieu à la publication de trois ouvrages collaboratifs : sous la direction d'Alain Leroux et de Pierre Livet des leçons de philosophie économiques en trois tomes. Plus récemment, en 2017, a été publié, sous l'égide de Gilles Campagnolo et Jean-Sébastien Gharbi aux Editions Matériologiques : Philosophie économique : un état des lieux'.

### Le projet initial
Le projet ne vise pas à faire de la philosophie de l'économie une réflexion sur le discours de l'économie ou une épistémologie, ce à quoi d'après eux se limitent les anglo-saxons lorsqu'ils parlent de philosophie de l'économie. Si les auteurs de ce projet pensent que l'économie philosophique pourrait être quelque chose d'intéressant, comme l'est de nos jours l'économie mathématique, ils ne pensent pas possible d'atteindre un tel objectif à court terme vu le manque de connaissances philosophiques des économistes. Aussi plaident-ils, au moins dans un premier temps, pour l'établissement d'une philosophie économique qui jette des ponts entre économie et politiques comme ont su le faire un Amartya Sen, un John Rawls, un Friedrich Hayek ou un Karl Popper. Ils voient la philosophie économique « comme un lieu » où économistes et philosophes peuvent participer à « la mise à jour d'un culture commune à l'économiste et au philosophe ». Aussi au lieu de chercher à définir la philosophie économique, ils ont voulu « recenser quantité de thèmes ou de sujets simultanément investis par l'économiste et le philosophe ». Pour ce faire, ils ont déterminé trois interfaces entre économie et philosophie : 1) celle entre économie politique et philosophie sociale ; 2) celle entre économie normative et philosophie morale, et 3) celle entre science économique et philosophie des sciences.

### La version duElgar Companion to Economics and Philosophy
L'Elgar Companion to Economics and Philosophy, édité par John Davis, Alain Marciano et Jochen Runde, s'inscrit dans la suite de l'approche proposée par Leroux et Marciano à savoir qu'il vise à explorer et à montrer des zones de convergence entre économie et philosophie. Mais le découpage est légèrement différent et s'articule entre trois interfaces : l'économie politique vue comme une philosophie politique, méthodologie et épistémologie de l'économie et l'articulation entre ontologie sociale et ontologie économique.

### L'enrichissement par Quiquerez
Pour Guillaume Quiquerez, la philosophie économique définie par ce projet « vise à favoriser l'expression des économistes, des philosophes, mais aussi des chercheurs en sciences sociales, sur les enjeux associés à l'économie comme objet et comme discours ». Elle vise aussi à « édifier la philosophie économique comme cinquième branche de la philosophie pratique, après la philosophie politique et la philosophie morale (Aristote), la philosophie du droit (Kant) et , sans doute, la philosophie sociale ». La philosophie économique se veut « un champ postural » visant à la fois à sortir de champs disciplinaires étroits et à favoriser l'expression de savoirs et de productions bénéficiant d'une légitimité académique. Par ailleurs, pour Guillaume Quiquerez, la philosophie économique ouvre le champ des rationalisations des idées économiques qui sont, pour lui, des représentations de l'économie. Alors qu'avec la science économique, la rationalisation des idées conduit aux théories, avec la philosophie économique, elle peut conduire aussi aux concepts. Concepts et théories sont pour lui deux types de rationalisation qui d'une certaine façon se complètent et enrichissent les études économiques. Par exemple la théorie du marché du travail ne questionne pas le concept de travail, ce qui constitue une lacune pour le traitement des problèmes relatifs au chômage et à l'emploi. Pour cet auteur, la philosophie de l'économie peut intéresser aussi bien les économistes hétérodoxes qu'orthodoxes, même si les premiers seront plus portés sur l'aspect philosophique de l'histoire de la pensée économique et les seconds sur une « philosophie des sciences, mâtinée de linguistic turn et de logique, et agrémentée d'analyses formelles relevant de la philosophie morale ».

### La version Campagnolo-Gharbi
Si Campagnolo et Garbi reprennent une démarche proche de Leroux, Marciano et Livet, il est loisible de noter certains traits distinctifs. D'autre part la tripartition des interfaces entre philosophie et économie est un peu différente comme le montre le tableau ci-dessus. D'une part, alors que Leroux et Marciano visaient ultimement à une économie philosophique de la même manière qu'il y a une économie mathématique, Campagnolo et Gharbi optent eux pour le terme philosophie économique. Selon eux, une des finalités de la philosophie économique est d'aider l'économie à mieux prendre conscience d'elle-même.
| Français                 | Modes de tripartition. Les interfaces entre la philosophie et l'économie |
| ------------------------ | --- |
| 1. Leroux-Marciano-Livet | Premier axe : économie politique et philosophie sociale ; deuxième axe : économe normative et philosophie morale ; troisième axe : science économique et philosophie des sciences.                                  |
| 2. Elgar Companion       | Premier axe : l'économie politique vue comme une philosophie politique ; deuxième axe : méthodologie et épistémologie de l'économie ; troisième axe l'articulation entre ontologie sociale et ontologie économique. |
| 3. Campagnolo-Gharbi     | Premier axe : philosophie morale, politique et économie politique ; deuxième axe : philosophie de l'action et théorie de la décision ; troisième axe : épistémologie et méthodologie économique.                    |

## Critiques et alternatives au "courant principal"

### Critique de la démarche du "courant principal"
Marlyse Pouchol a critiqué la démarche entreprise par Alain Leroux et son équipe la qualifiant de « philosophie des interfaces » dans un article paru en 2013 dans les Cahiers d'économie politique sous le titre Contre une philosophie économique post-hayékienne. Elle estime en effet que cette démarche rompt les distinctions entre économie et politique qu'Hannah Arendt a cherché à rétablir dans son livre la Condition de l'homme moderne en « opposant vie privée et vie publique ». Par ailleurs, selon elle, la première des trois interfaces de la démarche initiée par Leroux, celle entre économie politique et philosophie sociale, ne pourrait pas rendre compte de toutes les approches de l'économie politique, notamment de celle de Marx. La deuxième interface entre économie normative et philosophie morale aurait pour effet de donner la priorité au « principe d'égal traitement pour tous les hommes » au détriment de celui de justice sociale, une démarche inspirée, selon elle, par Hayek. La troisième interface entre science économique et philosophie des sciences conduirait à ne plus définir la scientificité d'une théorie à partir de « sa capacité à saisir une réalité », mais à partir de sa prédictabilité après coup, ce qui aurait pour effet de déconsidérer la théorie keynésienne dont les années 1970 ont montré les limites.

### La philosophie économique vue par Arnaud Berthoud
Dans son livre Essais de philosophie économique, Arnaud Berthoud avance que « le thème de toute philosophie économique est l'essence de l'économie » c'est-dire la recherche de formes universelles. Selon lui, la philosophie économique émerge en même temps que la philosophie politique avec les écrits de Platon. Selon cet économiste « l'économie contient à l'état naturel quelque chose de dangereux ou de menaçant pour la vie des hommes » : le « désir profond  à vouloir toujours plus ». Aussi pour lui la question de la « bonne mesure en économie », de la construction d'institutions et d'une éducation « par quoi endiguer ce désir de richesse dont le caractère naturellement illimité voue… les hommes à la ruine » est-elle centrale.
Dans son livre, il examine comment Platon, Aristote, Hobbes, Smith et Marx ont répondu à cette question. Pour Platon, l'endiguement des passions suscitées par l'économie relève du hasard, de la bonté des dieux : « c'est la parole donnée au philosophe par pure grâce divine, qui retient l'économie et la politique au-dessus du vide ». Pour Aristote, l'existence d'« une nature avec son ordre et ses fins propres » font que l'économie n'est pas mauvaise en soi. Elle ne le devient que lorsque l'argent rend sans borne le désir de richesse. Par ailleurs comme l'économie, l'éthique et la politique ne sont pas liées directement à Dieu, chez Aristote peuvent apparaître les premières notions de sciences économiques. Chez Hobbes, le recours au divin est important pour limiter les passions économiques et politiques. Aussi ce philosophe confie à un état théocratique le confinement des hommes « dans le cercle privé d'une administration des choses ». Chez Smith disparaît le lien de l’État au sacré et l'économie et la morale ne sont pas strictement séparés, cette séparation ne viendra qu'après lui. l'économie pure étant confinée à l'administration des choses et aux relations entre les personnes tandis que le lien économie-morale fait l'objet de deux interprétations assez confuses : celle des utilitaristes et de l’économie du bien-être et celle des sociaux-économistes tels Rousseau ou Durkheim.

### La philosophie économique vue par Patrick Mardellat
Patrick Mardellat dans son article Qu'est ce que la philosophie économique ? paru en 2013 dans les Cahiers d'économie politique où il présente les articles sélectionnés par la revue à la suite d'un colloque sur la philosophie économique tenue à Lille en 2012, se demande si la philosophie économique ne serait pas l'autre nom de la théorie économique. Selon lui, la philosophie économique est cachée sous les théories économiques et l'« histoire  de la théorie économique ne serait pas celle de l'évacuation des résidus de philosophie économique ni d'une autonomisation croissance par rapport à la philosophie économique, ...[mais]... plutôt celle d'un refoulement ». De sorte que pour cet économiste on trouve de la philosophie économique chez tous les économistes de Hayek à Marx en passant par Smith et Walras.
Pour Mardellat, il existe « trois types de philosophie économique » : celle qui sous-tend la science économique néo-classique, qui s'inspire d’une certaine forme de cartésianisme et du positivisme logique; la philosophie pragmatique qui doute des différentes formes d'institutionnalisme et la philosophie dont Aristote est à l'origine.

### La philosophie de l'économie comme philosophie des sciences chez Don Ross
Don Ross a publié en 2014, un livre intitulé A Philosophy of Economics, un livre qui traite essentiellement de philosophie des sciences appliquées à l'économie. Son souci principal, selon François Claveau est de répondre à la question :« Qu'est-ce que l'économie ? ». Pour Ross l'économie est « l'étude scénique du marché ». Ross s'oppose aux philosophes qui armés d'une expertise dans la logique des concepts veulent se mêler d'analyser comment l'économie marche. De même, il s'oppose à ceux qui veulent vérifier si l'économie fonctionne selon des normes universelles et gérables de pensée. Selon lui, les institutions de recherche économique doivent contribuer à « fournir un compte-rendu complet et objectif de l'univers » et la philosophie des sciences doit viser à construire une vue scientifique globale dans laquelle chaque discipline trouvera sa place dans la carte complète des sciences.
Don Ross s'oppose à la recherche strictement empirique qui dédaigne la théorie. Selon lui, « une science qui abandonne sa théorie tend à dégénérer et à perdre de sa généralité et de son pouvoir épistémique ».

## Disciplines apparentées
L'éthique des systèmes économiques est un champ situé entre l'éthique des affaires et la philosophe économique. Les personnes qui écrivent sur l'éthique des systèmes se nomment plus souvent philosophes politiques que spécialistes de l'éthique des affaires ou philosophes de l'économie. Il y a un chevauchement significatif entre les théories économiques et la philosophie économique. Comme il est généralement accepté que l'économie a avec Adam Smith ses origines dans la philosophie, il y a également des chevauchements entre l'histoire de l'économie et la philosophie économique.

## Diplômes
Quelques universités offrent un diplôme initialement conçu à l'université d'Oxford qui combine Philosophie, politique et économie. En France, l'université de Paris 1 propose un diplôme intitulé "Économie et Sciences Humaines – épistémologie, méthodes et théories". Ces formations couvrent bien des questions de la philosophie économique qui sont abordées de façon plus large.
Depuis 2015, un master de recherche intitulé "Philosophie, politique et économie" - le seul en France - a ouvert à Sciences Po Lille et propose des enseignements d'histoire de la pensée économique et de philosophie économique. 

### Encyclopédie
- Caldwell, Bruce (1987). "positivism, " The New Palgrave: A Dictionary of Economics, v. 3, p. 921–23.
- Downie, R.S. (1987). "moral philosophy, " The New Palgrave: A Dictionary of Economics, v. 3, p. 551–56.
- Hands, D. Wade (2008). "philosophy and economics." The New Palgrave Dictionary of Economics, 2e édition. Abstract.

### Livres
- Hands, D. Wade, ed. (1993). The Philosophy And Methodology Of Economics, Edward Elgar. 3 v. Contents list.

- Heilbroner, Robert L. ([1953] 1999). The Worldly Philosophers: The Lives, Times, and Ideas of the Great Economic Thinkers, 7e éd. Scroll to chapter-preview links.
- Hodgson, Bernard (2001). Economics as Moral Science. Description and chapter-preview links, pp. xi-xiv.
- Kolm, Serge-Christophe (1986), Philosophie de l'économie, Paris, Le Seuil.
- Leroux A. et Livet P., Leçons de philosophie économique, tome 1, Paris, Economica, 2005, 443 p..
- Leroux A. et Livet P., Leçons de philosophie économique, tome 2, Paris, Economica, 2006, 443 p..
- Leroux A. et Livet P., Leçons de philosophie économique, tome 3, Paris, Economica, 2007, 527 p..
- Leroux A. et Marciano A., Traité de philosophie économique, Paris, Bruxelles, De Boeck, 1999, 435 p..
- Leroux A. et Marciano A., La Philosophie économique, Paris, Presses Universitaires de France, Coll. Que-Sais-Je?, 1998.
- Daniel Villey, Notes de philosophie économique1958-1959, Paris, Les cours de droit, 1960, 260 p..
- Daniel Villey, Notes de philosophie économique1959-1960, Paris, Les cours de droit, 1960, 168 p..
- Joan Robinson, Philosophie économique, Paris, nrf Gallimard, 1967, 236 p..
- Arnaud Berthoud, Essai de philosophie économique, Villeneuve d'Ascq, Speptentrion, 2002.
- Campagnolo G. et Gharbi J.S, Philosophie économique : un état des lieux, Paris, Editions de Matériologie, 2017, 631 p..
- Bandeau M., Première introduction à la philosophie économique ou analyse des États policés, Paris, Paul Geuthner, 17711910.

- Putnam, Hilary (1993). "The Collapse of the Fact/Value Dichotomy, " in Martha Nussbaum and Amartya Sen, ed. The Quality of Life, pp. 143-157. Oxford.
- _____ (2002). The Collapse of the Fact/Value Dichotomy and Other Essays, Description and scroll to chapter-preview links.
- Robinson, Joan (1962). Economic Philosophy. Description and scroll to chapter and previews.
- Sen, Amartya K. ([1970] 1984). Collective Choice and Social Welfare. Elsevier.

- John B.Davis, Alain Marciano et Jochen Runde, The Elgar to économies and philosophy, Cheltenham, Edward Elgar, 2004, 509 p..
- Clément Valérie, Christine Le Clainche, Daniel Serra (2008), Économie de la justice et de l'équité, Economica, Paris

### Articles
- Marlyse Pouchol, « Contre une philosophie économique post-hayékienne », Cahiers d'économie politique, no 65,‎ 2013
- Patrick Mardelat, « Qu'est-ce que la philosophie économique ? », Cahiers d'économie politique, no 65,‎ 2013
- Guillaume Quiquerez, « Essai sur la définition de la philosophie économique », Revue de philosophie économique, vol. 16, no 2,‎ 2015
- Egidius Berns, « De la retenue et de la combativité en philosophie économique », Cahiers d'économie politique, no 65,‎ 2013
- François Claveau, « Don Ross, Philosophy of Economics », Œconomia, no 1,‎ 2016
- (en) Gilbert Facarello et Philippe Steiner, « Interest, sensationism and the science of the legislator : French "Philosophie économique" 1695-1830 », Euro, J. History of Economie Thought, no 1,‎ 2008

## Revues

### Français
- Revue de philosophie économique
- Revue bilingue "Éthique et Économique/Ethics and Economics" : http://ethique-economique.net/
- Oeconomia - History | Methodology | Philosophy

### Anglais
- Economics and Philosophy
- Erasmus Journal for Philosophy and Economics
- Journal of Economic Methodology — Aims & Scope
- Philosophy and Public Affairs
- Politics, Philosophy & Economics — Aims and Scope